# Crowsoniella relicta
Crowsoniella relicta is een keversoort uit de familie Crowsoniellidae. De wetenschappelijke naam van de soort is voor het eerst geldig gepubliceerd in 1976 door Pace.

## Voorkomen
De soort is slechts waargenomen in 1975 in het midden van Italië door 3 personen.